# 종이 재활용

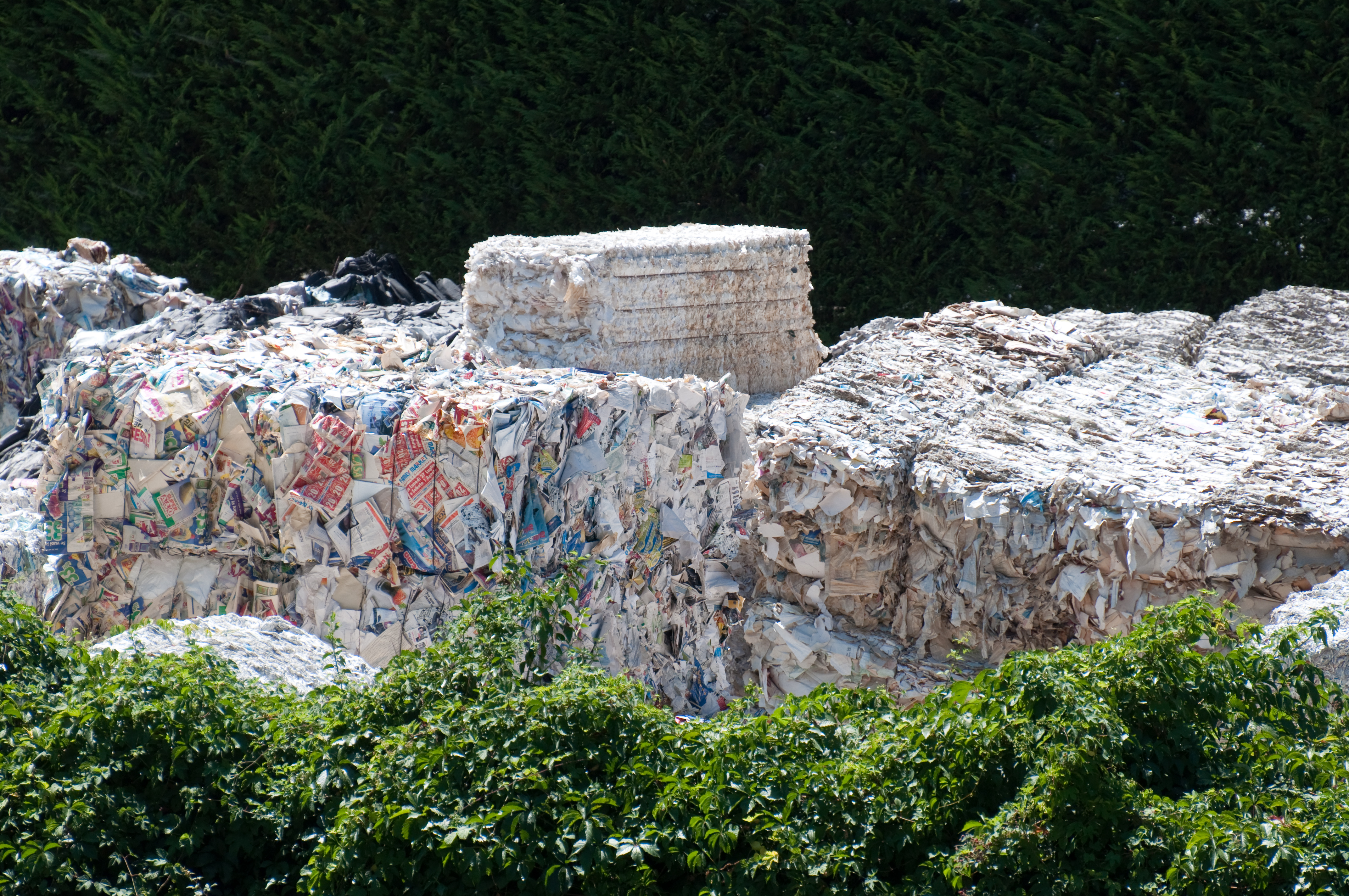
이탈리아의 재활용을 위해 수집된 폐지

종이 및 카드보드의 재활용률(2004년)

종이 재활용은 폐지가 새로운 종이 제품으로 바뀌는 과정이다. 이 과정은 여러 가지 중요한 이점이 있다. 사람들의 집을 점유하고 분해될 때 메탄을 생성하는 폐지를 절약한다. 종이 섬유에는 탄소(원래 나무가 생산한 나무에 흡수됨)가 포함되어 있기 때문에 재활용을 통해 탄소를 대기 중에 더 오래 가두어 둘 수 있다. 미국의 모든 종이 제품의 약 2/3가 현재 재생 및 재활용되고 있지만 모두 새 종이가 되는 것은 아니다. 가공을 반복하면 새 종이를 생산하기에는 섬유가 너무 짧아지기 때문에 (지속 가능한 방식으로 재배된 나무에서 추출한) 버진섬유(virgin fibre)가 펄프 제조법에 자주 추가된다.
재활용 종이를 만들기 위한 공급원료로 사용할 수 있는 종이에는 세 가지 범주가 있다. 밀 파쇄, 소비 전 폐기물 및 소비 후 폐기물이다. 분쇄기는 종이 제조에서 발생하는 종이 트리밍 및 기타 종이 스크랩이며 제지 공장에서 재활용된다. 소비 전 폐기물은 제지 공장에서 나왔지만 소비자가 사용할 준비가 되기 전에 폐기된 재료이다. 소비 후 폐기물은 오래된 골판지 용기(OCC), 오래된 잡지 및 신문과 같이 소비자가 사용한 후 폐기되는 물질이다. 재활용에 적합한 종이를 "스크랩 페이퍼"라고 하며 성형 펄프 포장을 만드는 데 자주 사용된다. 탈잉크 펄프를 만들기 위해 재활용 종이의 종이 섬유에서 인쇄 잉크를 제거하는 산업 공정을 탈잉크라고 하며 독일의 법학자 유스투스 클라프로스의 발명품이다.

## 같이 보기
- 펄프
- 종이